# Carine Vyghen
Carine Vyghen (Wezet, 8 december 1958 - Brussel, 28 december 2007) was een Belgisch lid van het Brussels Hoofdstedelijk Parlement.

## Levensloop
Voor haar politieke loopbaan was Vyghen tot 2000 sportjournalist bij Belga. Ze werd lid van de PS en werd voor deze partij in 1988 verkozen tot gemeenteraadslid van Brussel en van 1994 tot 2006 was ze schepen van Sociale Zaken van de Belgische hoofdstad. In 2000 werd Vyghen ook schepen van Financiën van Brussel en van 2004 tot aan haar overlijden was ze lid van het Brussels Hoofdstedelijk Parlement.
Als schepen van Financiën verweet ze haar collega's dat ze op grote voet leefden en dat ze geld verkeerd uitgaven. Dit werd haar zwaar aangerekend en in 2002 moest ze haar schepenmandaat van Financiën doorgeven aan burgemeester Freddy Thielemans. Vanaf dan begon de relatie met haar partij te verzuren en in 2006 stapte ze over naar de Mouvement Réformateur. Ze kreeg bij de gemeenteraadsverkiezingen van 2006 de derde plaats op de MR-lijst en haalde samen met lijsttrekker Marion Lemesre veel voorkeurstemmen.
In december 2007 overleed Vyghen onverwacht aan de gevolgen van een hersenbloeding. Na haar overlijden werd het Fonds Carine Vyghen opgericht, een fonds in verband met orgaandonatie.